# صحراء سولت لايك

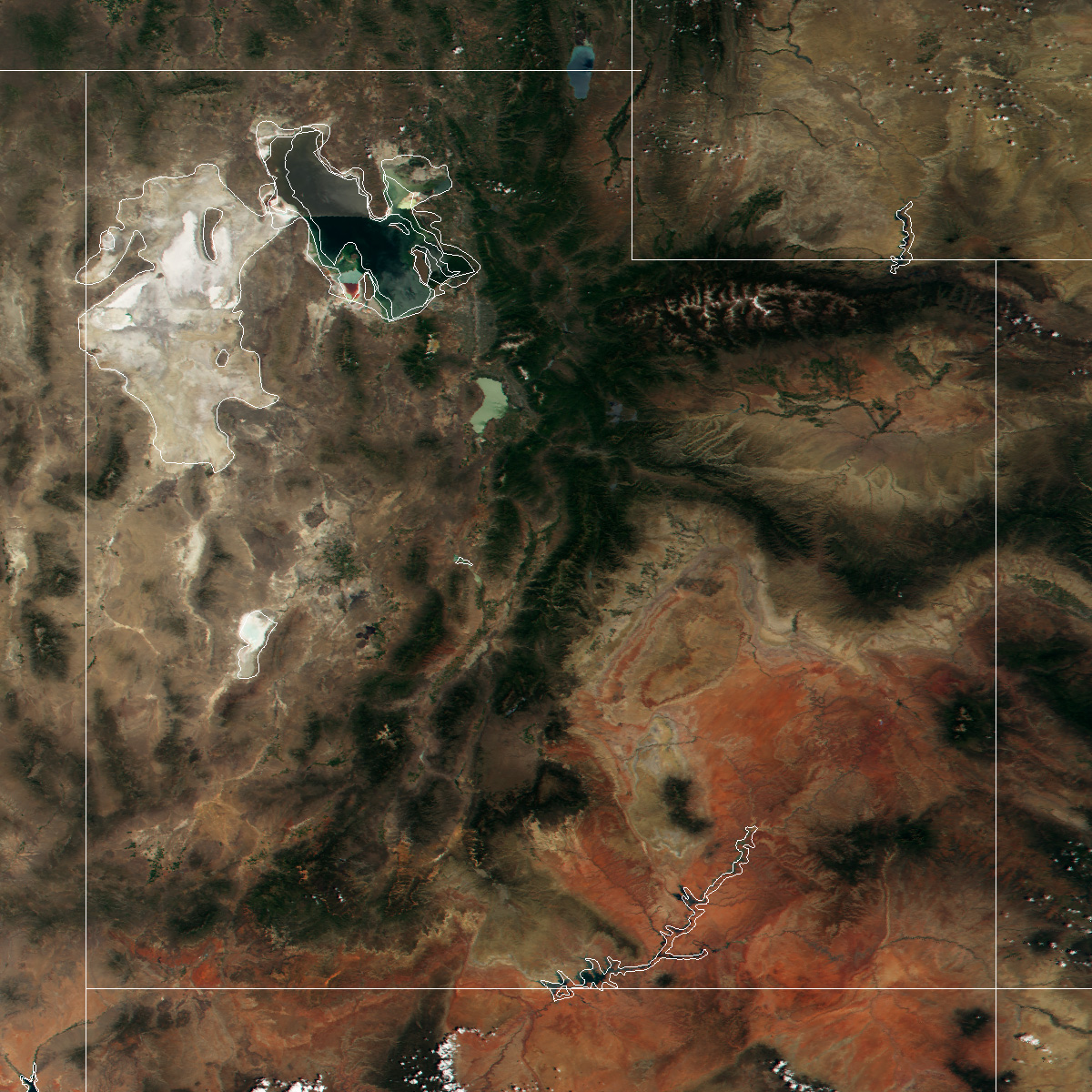
الرمال والصحراء البيضاء في ولاية يوتا في شمال غرب أمريكا

صحراء سولت لايك (بالإنجليزية: The Great Salt Lake Desert ) هي بحيرة كبيرة جافة في شمال ولاية يوتا بين بحيرة سولت لايك الكبرى وحدود نيفادا في الولايات المتحدة الأمريكية , وما يلاحظ هو الرمال البيضاء من بحيرة بونفيل المالحة، السلاسل جبلية الصغيرة تقاطعات من خلال الصحراء وعلى طول حواف الصحراء مثل جبال سيدار، وجبال ليكسايد، وجبال سيلفر أيسلند، وجبال هوجب، وجبال نيوفنلند .
في منتصف الربيع يبدأ السمك الربيعي بالظهور من خلال الينابيع في محمية الحياة البرية الوطنية في الركن الشمالي الشرقي للصحراء، الينابيع باردة خلال فصل الشتاء ، وتشمل محطات غير عادية تتكيف مع الظروف الجافة، معظم الصحراء تتلقى أقل من 8 - 200 ملم من الأمطار السنوية، الجيش في ولاية يوتا اختبار الجزء الشمالي من الصحراء للتدريب .
‌

## المناخ
يظهر الجدول التالي التغييرات المناخية على مدار السنة لصحراء سولت لايك:
| البيانات المناخية لـصحراء سولت لايك         | البيانات المناخية لـصحراء سولت لايك | البيانات المناخية لـصحراء سولت لايك | البيانات المناخية لـصحراء سولت لايك | البيانات المناخية لـصحراء سولت لايك | البيانات المناخية لـصحراء سولت لايك | البيانات المناخية لـصحراء سولت لايك | البيانات المناخية لـصحراء سولت لايك | البيانات المناخية لـصحراء سولت لايك | البيانات المناخية لـصحراء سولت لايك | البيانات المناخية لـصحراء سولت لايك | البيانات المناخية لـصحراء سولت لايك | البيانات المناخية لـصحراء سولت لايك | البيانات المناخية لـصحراء سولت لايك |
| الشهر                                       | يناير                               | فبراير                              | مارس                                | أبريل                               | مايو                                | يونيو                               | يوليو                               | أغسطس                               | سبتمبر                              | أكتوبر                              | نوفمبر                              | ديسمبر                              | المعدل السنوي                       |
| ------------------------------------------- | ----------------------------------- | ----------------------------------- | ----------------------------------- | ----------------------------------- | ----------------------------------- | ----------------------------------- | ----------------------------------- | ----------------------------------- | ----------------------------------- | ----------------------------------- | ----------------------------------- | ----------------------------------- | ----------------------------------- |
| الدرجة القصوى °ف (°م)                       | 63 (17)                             | 63 (17)                             | 79 (26)                             | 87 (31)                             | 98 (37)                             | 104 (40)                            | 106 (41)                            | 103 (39)                            | 99 (37)                             | 89 (32)                             | 71 (22)                             | 66 (19)                             | 106 (41)                            |
| متوسط درجة الحرارة الكبرى °ف (°م)           | 36.5 (2.5)                          | 41.4 (5.2)                          | 54.4 (12.4)                         | 62.3 (16.8)                         | 72.3 (22.4)                         | 83.5 (28.6)                         | 92.8 (33.8)                         | 90.9 (32.7)                         | 80.0 (26.7)                         | 64.3 (17.9)                         | 46.5 (8.1)                          | 36.5 (2.5)                          | 63.4 (17.4)                         |
| متوسط درجة الحرارة الصغرى °ف (°م)           | 16.9 (−8.4)                         | 19.3 (−7.1)                         | 29.1 (−1.6)                         | 36.6 (2.6)                          | 44.9 (7.2)                          | 54.7 (12.6)                         | 62.1 (16.7)                         | 59.5 (15.3)                         | 48.0 (8.9)                          | 34.4 (1.3)                          | 23.3 (−4.8)                         | 14.5 (−9.7)                         | 37.0 (2.8)                          |
| أدنى درجة حرارة °ف (°م)                     | −16 (−27)                           | −17 (−27)                           | −1 (−18)                            | 14 (−10)                            | 24 (−4)                             | 35 (2)                              | 43 (6)                              | 39 (4)                              | 25 (−4)                             | 8 (−13)                             | −3 (−19)                            | −25 (−32)                           | −25 (−32)                           |
| الهطول إنش (مم)                             | 0.61 (15)                           | 0.46 (12)                           | 0.91 (23)                           | 1.01 (26)                           | 1.23 (31)                           | 0.68 (17)                           | 0.36 (9.1)                          | 0.31 (7.9)                          | 0.56 (14)                           | 0.77 (20)                           | 0.61 (15)                           | 0.38 (9.7)                          | 7.88 (200)                          |
| متوسط تساقط الثلوج إنش (سم)                 | 0.3 (0.76)                          | 0.1 (0.25)                          | 0 (0)                               | 0 (0)                               | 0 (0)                               | 0 (0)                               | 0 (0)                               | 0 (0)                               | 0 (0)                               | 0 (0)                               | 0 (0)                               | 0.1 (0.25)                          | 0.5 (1.3)                           |
| المصدر: The Western Regional Climate Center |                                     |                                     |                                     |                                     |                                     |                                     |                                     |                                     |                                     |                                     |                                     |                                     |                                     |